# Saint-Pierre-de-Côle
Saint-Pierre-de-Côle település Franciaországban, Dordogne megyében. Lakosainak száma 428 fő (2022. január 1.). Saint-Pierre-de-Côle Saint-Jean-de-Côle, Vaunac, Lempzours, Saint-Front-d’Alemps, La Chapelle-Faucher és Villars községekkel határos.

## Népesség
A település népessége az elmúlt években az alábbi módon változott:
| Lakosok száma | 539  | 490  | 464  | 445  | 480  | 467  | 430  | 420  | 415  | 428  |
|               | 1968 | 1982 | 1990 | 2006 | 2013 | 2015 | 2017 | 2019 | 2020 | 2022 |